# Auguste Strobl

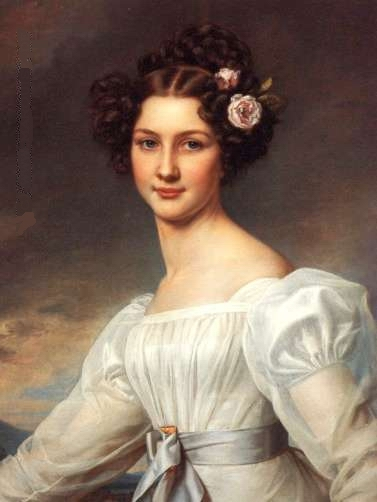
Auguste Strobl, decembrie 1826, prima versiune

Auguste Strobl (24 iunie 1807 - 22 ianuarie 1871), a fost o frumusețe germană din secolul XIX. Fiica unui contabil șef regal, ea a apărut în "Galeria de frumuseți" a regelui Ludwig I al Bavariei.

## Biografie

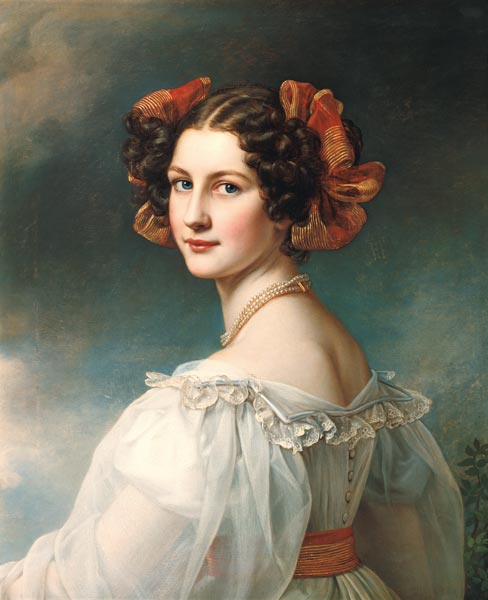
Auguste Strobl, ianuarie 1827, a doua versiune

Nu se cunoaște modul în care a intrat în atenția lui Ludwig, deși el i-a scris poeme și a cerut să fie pictată de pictorul de curte Joseph Karl Stieler pentru "Galeria sa de frumuseți". 
În prima versiunea a tabolului lui Stieler, Auguste Strobl apare cu un gât de gâscă, lucru care l-a nemulțumit pe administatorul guvernamental. Ludwig i-a interzis lui Stieler să modifice această primă versiune. Stieler a trebuit s-o picteze din nou însă de data asta într-o poziție incomodă, cu gâtul oarecum ascuns de un colier. Inițial, Ludwig a inclus ambele tablouri în Galeria sa, însă în final, a ales cel de-al doilea tablou. Primul tablou s-a pierdut, poate a fost înapoiat artistului; a apărut pe piața de artă în 1976 și cumpărat de Residenzmuseum din München.
În 1831, cu aprobarea lui Ludwig, Auguste s-a căsătorit cu Hilber von Ergoldsbach, cu care a avut cinci copii. Ludwig a vizitat-o în 1835. Nu se cunosc alte detalii ale vieții ei.